# 鹿児島県立蒲生高等学校
鹿児島県立蒲生高等学校（かごしまけんりつ かもうこうとうがっこう）は、鹿児島県姶良市蒲生町下久徳にある県立高等学校。
2011年度より、姶良東学区と合併し姶良・伊佐学区となる。

## 概要
普通科と情報処理科の2つの学科からなる1学年4学級の高等学校であったが、平成22年度からは1学年3学級となっている。生徒は主に、姶良市の蒲生地区（蒲生中）、姶良地区（山田中、帖佐中、重富中）、加治木地区（加治木町）といった旧姶良郡の西部及び鹿児島市吉田地区の吉田北中・吉田南中から生徒は通学している。吉田地区を除く鹿児島市内の吉野東中からも入学する生徒も居る。吉田地区は、鹿児島学区に所在しているが、鹿児島県の公立高校の普通科の学区で、学区と学区の境目になるため、蒲生高校の普通科は、学区内受験で一般入試を受けられる。

## 設置学科
- 普通科
  - 普通コース　
  - 総合コース
- 情報処理科